# Animals as Leaders
Animals as Leaders est un groupe de metal progressif américain, originaire de Washington DC. Formé en 2007, le groupe est actuellement composé de Tosin Abasi (guitare), Javier Reyes (guitare) et Matt Garstka (batterie). Les précédents membres du groupe incluent Chebon Littlefield à la basse et au clavier ainsi que Matt Halpern et Navene Koperweis à la batterie. Animals as Leaders, actuellement signé au label Sumerian Records, compte au total cinq albums, le dernier étant Parrhesia (2022).

## Biographie

### Débuts (2009–2011)

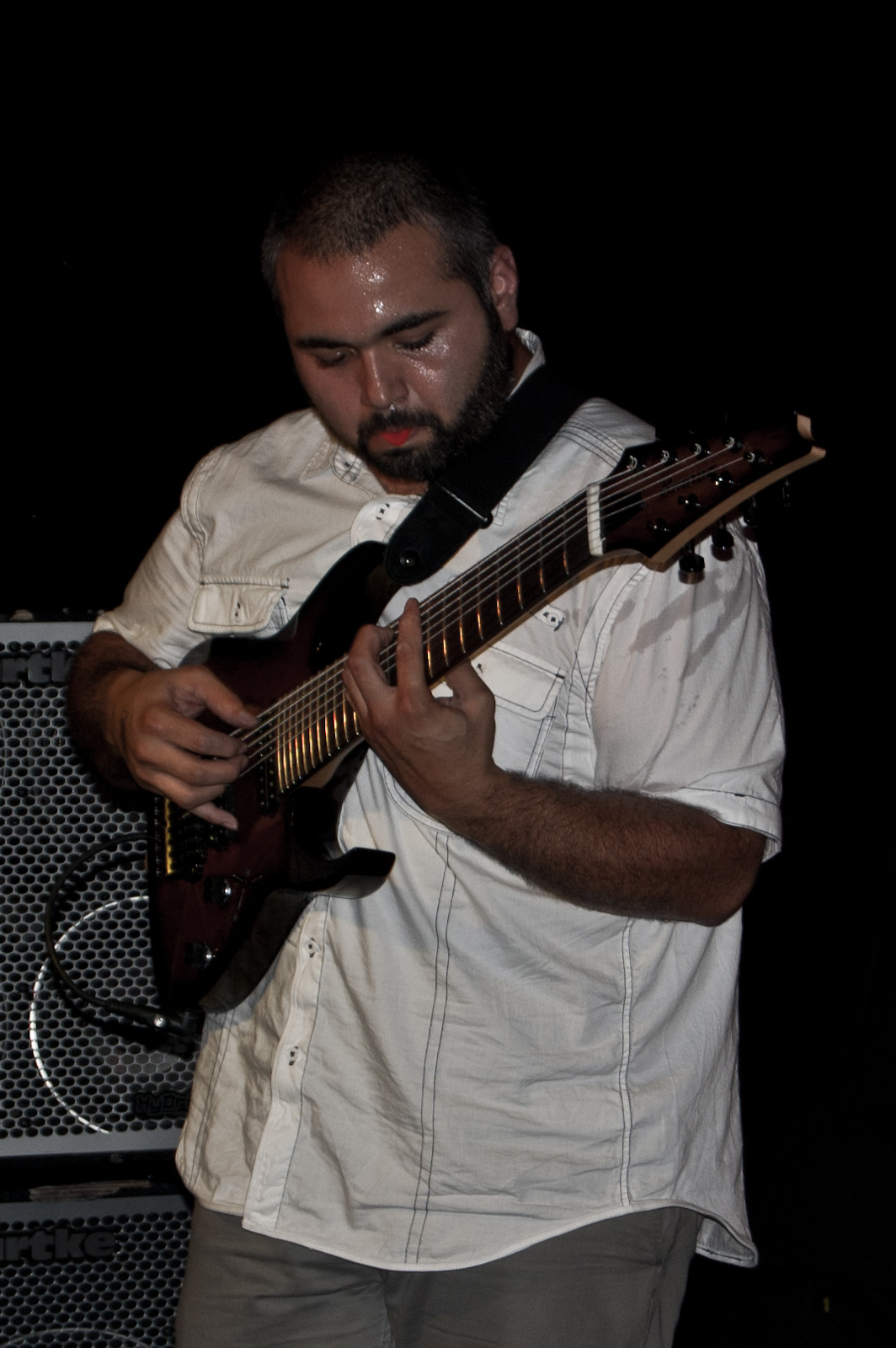
Javier Reyes jouant de la guitare.

Animals as Leaders est formé en 2007 par le guitariste Tosin Abasi, après la séparation de son groupe de metalcore, Reflux,. Le label de heavy metal Prosthetic Records remarque le jeu de guitare d'Abasi et lui demande d'enregistrer un album solo. Abasi décline initialement, expliquant que « ça serait égoïste et inutile... » Abasi décide de prendre une année de pause pour apprendre la musique, sentant qu'il n'atteignait pas son maximum quant à son jeu de guitare. Reflux se sépare finalement définitivement. Plus tard, Abasi accepte la proposition du label. Le nom Animals as Leaders s'inspire de l'ouvrage Ishmael de Daniel Quinn (1992) qui parle d'anthropocentrisme. Abasi explique que ce nom « nous rappelle à tous qu'on est des animaux. »
Le premier album du groupe, Animals as Leaders, est enregistré au début de 2008. Abasi enregistre les morceaux de guitare et de basse sur l'album ; quelques solos de guitare, de batterie et de synthétiseur sont programmés par l'ingénieur-son Misha Mansoor de Periphery et Haunted Shores. L'album est publié le 28 avril 2009 au label Prosthetic Records.
En 2010, le groupe tourne significativement, notamment au Summer Slaughter Tour avec des groupes comme Decapitated, Vital Remains, Carnifex, The Faceless, All Shall Perish, The Red Chord, Cephalic Carnage, Veil of Maya, et Decrepit Birth, et, depuis le Summer Slaughter, avec des groupes plus populaires comme Circa Survive et Dredg. Ils publient un single à part intitulé Wave of Babies sur iTunes plus tard dans l'année. Le groupe se lance dans une tournée avec Circa Survive, Dredg, et Codeseven à la mi-2010 et au début de 2011, puis avec Underoath, Thursday, et A Skylit Drive. Le 26 mai 2011, Animals as Leaders prend part à l'émission de charité Josh Barnett Presents The Sun Forever Rising au House of Blues à Hollywood, en Californie. Peu après, ils tournent pour la première fois en tête d'affiche avec Intronaut, Dead Letter Circus, Last Chance to Reason, et Evan Brewer. Le 27 juillet 2011, pendant un concert au Masquerade d'Atlanta, en Géorgie, Tosin Abasi annonce un DVD live. Le groupe tourne avec Between the Buried and Me en Europe en septembre 2011, avec le groupe français Doyle. Le groupe publie un nouvel album, Weightless, le 8 novembre aux États-Unis, le 4 novembre en Europe, et le 7 novembre au Royaume-Uni.

### The Joy of Motion(2012–2015)
Au printemps 2012, Animals as Leaders embarque dans une tournée en tête d'affiche en Europe, puis revient en Amérique du Nord pour jouer avec Thrice. Navene Koperweis quitte Animals as Leaders en mars 2012. Prosthetic Records annonce ensuite le 23 mars 2012, son remplacement par le batteur Matt Garstka en tournée. Le 28 novembre 2012, Misha Mansoor, producteur du premier album d'Animals as Leaders, annonce l'écriture de nouveaux riffs avec Tosin Abasi, puis l'enregistrement d'un troisième album. Deux jours plus tard, deux chansons seront achevées. Le 14 février 2014, le groupe annonce son troisième album, The Joy of Motion, via Sumerian Records le 25 mars 2014.

### The Madness of Many(depuis 2016)
Le 2 février 2016, ils révèlent sur Instagram un nouvel et quatrième album. Le 22 septembre 2016, ils révèlent le titre, The Madness of Many, pour le 11 novembre 2016. Le 30 septembre 2016, ils publient le single The Brain Dance. Le 18 octobre 2016, ils publient un autre single, Arithmophobia.
En été 2016, le groupe réalise 35 dates dans une tournée européenne aux côtés de Plini et Intervals.

## Discographie
- 2009 : Animals as Leaders (Prosthetic Records)
- 2011 : Weightless (Prosthetic Records)
- 2014 : The Joy of Motion (Sumerian Records)
- 2016 : The Madness of Many (Sumerian Records)
- 2017 : Live 2017 (Sumerian Records)
- 2022 : Parrhesia (Sumerian Records)

## Membres

### Membres actuels
- Tosin Abasi - guitare (depuis 2007)
- Javier Reyes - guitare (depuis 2009)
- Matt Garstka - batterie (depuis 2012)

### Anciens membres
- Chebon Littlefield - basse, clavier (2007-2008)
- Matt Halpern - batterie (2009)
- Navene Koperweis - batterie (2009-2012)